# 1.1.1-プロペラン
[1.1.1]プロペラン ([1.1.1]propellane) は、有機化合物であり、最も単純なプロペランである。化学式C5H6またはC2(=CH2)3の炭化水素である。3つの三員環が1つのC-C結合を共有する分子構造を持つ。
[1.1.1]プロペランは、非常に歪みが大きい分子である。2つの中央炭素原子の結合は、逆四面体型であり、中央の結合の長さは160 pmである。結合の強さには議論があり、59-65 kcal/molから強度は全くないという説まである。ビラジカル状態のエネルギーは、80 kcal/mol高いと計算されている。この化合物は非常に不安定で、114℃になると、5分の半減期で自発的に3-メチレンシクロブテンに異性化する。歪みエネルギーは、102 kcal/molと推定されている。
この分子中の結合の種類は電荷シフト結合の観点から説明されてきた。

## 合成
[1.1.1]プロペランは、1982年にケネス・ワイバーグとフレデリック・ウォーカーによって、以下のスキームで初めて合成された。
まず、ビシクロ[1.1.1]ペンタンの1,3-ジカルボン酸 1がハンスディーカー反応により対応するジブロミド 2に変換され、次に、N-ブチルリチウムとのカップリング反応が生じる。最終生成物 3は、-30℃でカラムクロマトグラフィーによって単離される。
しかし、ずっと単純な合成方法も発表されている。その方法では、まず3-クロロ-2-(クロロメチル)プロペン 6のアルケン結合にジブロモカルベンが付加し、その後、メチルリチウムによって脱プロトン化され、求核置換反応が生じる 7。単離はされず、-196℃の溶液中に留まる。

## 反応

### 酢酸付加
[1.1.1]プロペランは自発的に酢酸と反応し、メチレンシクロブタンエステルを生じる（上記の4）。

### 重合
中央のC-C結合が解離し、隣のモノマー単位と結合することにより、[1.1.1]プロペランは重合し、いわゆるスタファンを形成する。
ギ酸メチルや過酸化ベンゾイルによってラジカル重合が始まり、様々なオリゴマーが生成する。N-ブチルリチウムとのアニオン重合では、完全重合生成物が得られる。ポリマーのX線回折により、繋がったC-C結合の結合長は、わずか148 pmであることが示された。
架橋した[3.3.1]プロペランとみなすこともできる1,3-デヒドロアダマンタンも同様に重合する。